# Sufetula obliquistrialis
Sufetula obliquistrialis là một loài bướm đêm trong họ Crambidae.